# 퍼리 팬덤

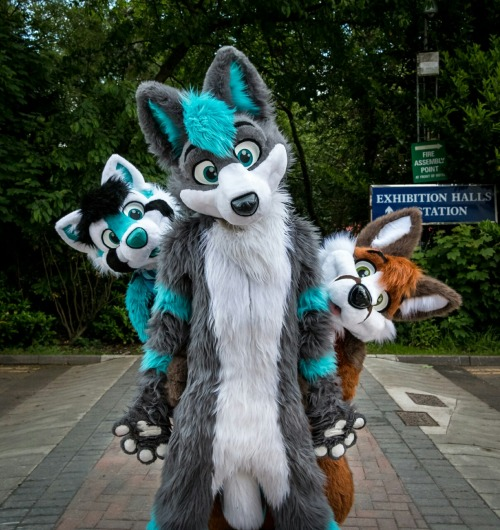
유명한 수인러들의 셀카.
(왼쪽부터 오른쪽) 스파키 판다 (Sparky Panda), 코스믹 워피 (Cosmic Wuffy), 레온 더 폭스 (Leon the Fox).

수인 팬덤(獸人-) 또는 퍼리 팬덤(영어: furry fandom)은 인간적 특징이 가미된 동물의 생김새에 매력을 느끼거나 굉장히 좋아하는 사람들의 모임을 말한다. '수인'은 주로 애니메이션이나 만화에서 나오는 두발로 걷거나 말할 수 있는, 옷 입고 인간처럼 활동하는 동물들을 가리키며, 또한 그런 동물에 끌리는 '팬'들이 여럿이 모이는 그 자체를 '수인 팬덤'이라고도 한다. 인간적인 동물에 끌리는 사람을 수인러 또는 퍼리(영어: furry)라고 부르며, 이들이 수인 팬덤을 일으키려고 주로 모이는 곳은 인터넷 공간 또는 퍼컨(Fur Con)이라고 일컫는 축제이다. 인간형 동물이나 수인들에 관한 장르는 수인 장르(獸人-) 또는 퍼리 장르(영어: furry genre)라고 한다.

## 역사
퍼리 팬덤의 유래는 1965년 만화 《밀림의 왕자 레오》와 1973년 《로빈 후드》가 발표되었을 때이다. 당시에는 수인처럼 장난스러운 인간형 동물 그림들이 별로 없었기 때문에 이들을 "퍼니 애니멀(Funny Animal)"이라고 불렀다.
1980년 때부터 퍼리들이 서서히 증가하자 퍼리 잡지들이 출판되기 시작했다. 프래드릭 월터 패턴(Fredrick Walter Pattern)에 따르면 수인 팬덤은 1980년 미국의 캘리포니아주에 있었던 어느 공상과학 소설 대회에서 사람들이 모여 "알베도의 인간화된 동물들(Albedo's Anthropomorphics)"이라는 만화책에 대해 얘기하면서 시작한 것이다. 그후로 그 사람들은 인간형 동물에 대해 얘기를 나누는 그룹을 만들어, 매년 열리는 공상과학소설 대회와 만화 대회에서 만남을 가졌다. 이 회의가 나중에는 현재의 퍼컨으로 진화되었다. 1989년에 콘퍼런스(ConFurence)라는 최초의 퍼컨을 열었으며, 1990년에는 "alt.fan.furry"라는 최초의 수인러들을 위한 웹카페가 만들어졌다. (2003년에 폐지)

## 특징
- 수인러 5명 중 4명(또는 80%)은 남자이다.[7][8][9]
- 수인러 5명 중 4명(또는 80%)은 백인에 속한다.[10]
- 수인러들은 다른 일반인에 비해 공상과학이나 만화, 애니메이션 등을 "훨씬" 좋아하며, 그 만큼 많이 본다.[11]
- 수인러들의 주요 영감은 시각예술이나 문학이며, 퍼컨이나 수인들을 위한 웹사이트에 방문한 것에서 영향을 받았다.[12]
- 제일 인기있는 수인들의 동물 종류는 늑대랑 여우이다.[13]
- 여성의 경우 여우나 늑대도 있지만, 대개 귀여운 고양이나 토끼가 많다.

### 수인의 종류
수인들은 다양한 종류로 구성되어 있다.
- 만화나 카툰에 등장하는 캐릭터(예: 버그스 버니, 포켓몬스터의 피카츄)부터 고전 문학에 나오는 동물들(예: 이솝 우화)
- 어린 아이들을 위한 캐릭터들(예: 미키 마우스)부터 어른이나 성인을 위한 캐릭터들.(yiff등)
- 옛날 신화에 등장하는 인간형 동물들(예: 그리스 로마 신화의 스핑크스).
- 마스코트나 로고에 등장하는 캐릭터들(예: 호돌이, 소닉 더 헤지혹).
- 2D가 아닌 3D로 되어 있는 만화/애니메이션 캐릭터들(예: 판타스틱 Mr. 폭스).
- 인간형 동물은 아니지만 그의 성격이나 특징을 가진 캐릭터들(예: 아바타).

## 수인러들과 그들의 생활
수인러들은 여러 이유로 수인 팬덤에 참가한다. 제일 많은 38%는 사회성을 이유로 (같은 수인 장르에 관심있는 친구들을 사귀기 위해 등) 참가했다고 하며, 또 다른 사람들은 자신의 '진짜 정체'를 밝히기 위해서, 혹은 찾으러 간다는 이유로 수인 팬덤에 참가한다. 인간 대신에 동물이 되고 싶어 하는 사람들도 수인 팬덤에 참가한다. 연구에 따르면, 수인러들은 주로 자기의 일반 생활과 퍼리 생활을 따로 구분한다고 한다.

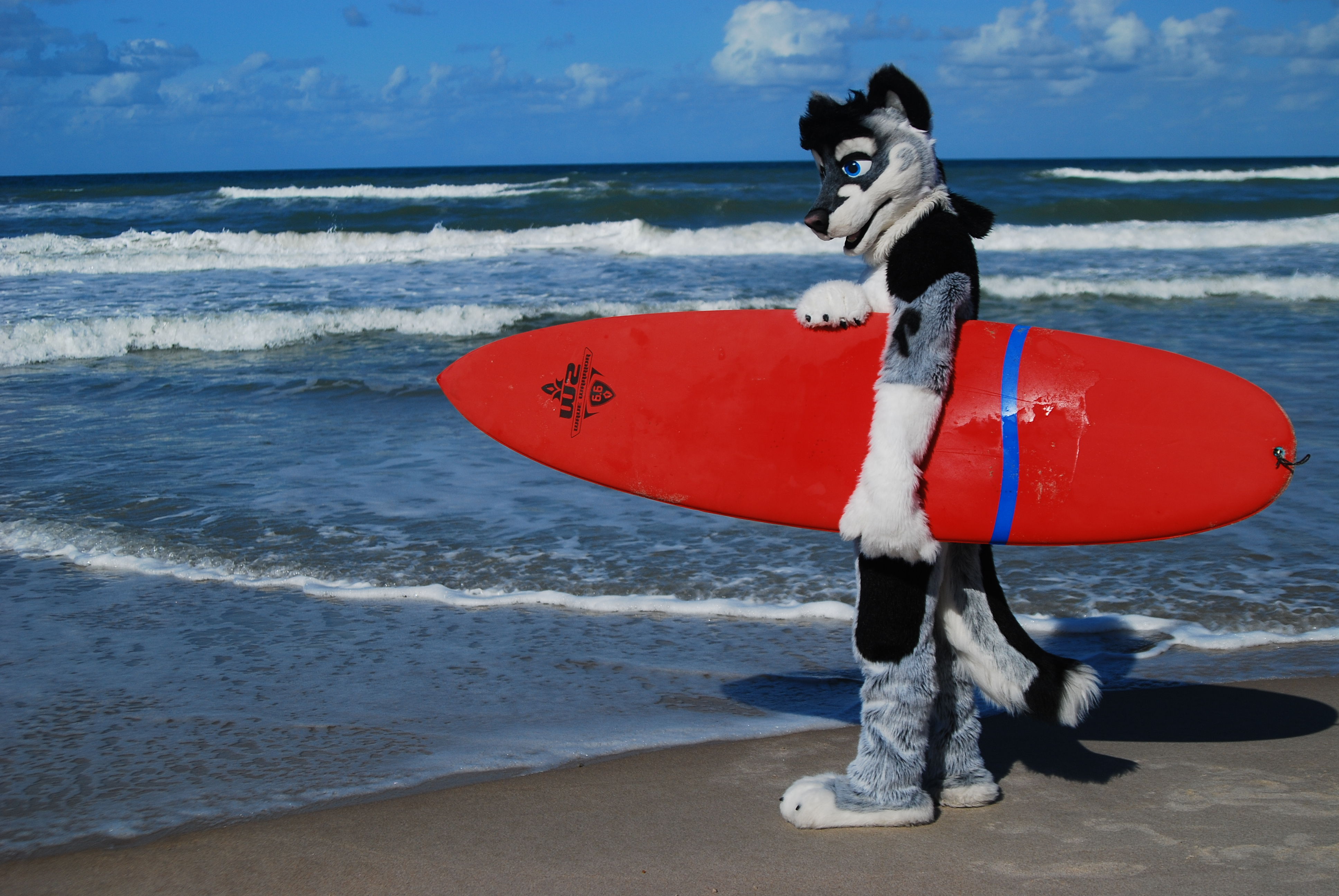
바다로 서핑하러 가는 수인러.

영어에는 서로 수인을 부르는 다양한 표현이 있다. 예를 들어 뱀이나 개구리, 도마뱀 같은 파충류 퍼리들은 "스캐일리즈(Scalies)"라고 하며, 새같은 조류들은 "에이비언즈(Avians)", 고래나 상어, 물고기 등 어류들은 "어쿠아틱스(Aquatics)"라고 한다. 수인들의 생활에 대한 것들에도 명칭이 있는데, 수인 팬덤에 관심이 있더라도 수인러가 아닌 사람들은 플레쉬(Fleshie), 자신의 수인 코스튬을 입고 함께 달라지는 그의 성격이나 모습은 퍼소나(Fursona; 수인(Fur)과 모습(Persona)의 합성어), 그리고 코스튬을 자주 입거나 만드는 수인들은 퍼수터(Fursuiter)라고 한다.
수인러들의 역할은 대표적으로 2가지로 나뉜다. 만화나 애니메이션 안에 있는 수인들처럼 똑같이 행동하고 따라하는 팬들은 퍼리 라이프스타일러(Furry Lifestyler)라고 하며, 수인 팬덤의 미술품이나 책, 코스튬 등 물건을 만드는 것에 집중하거나 그런 것을 중요시하는 팬들은 팬보이(Fanboy)라고 부른다. 팬보이들보다 퍼리 라이프스타일러들이 훨씬 낙천적이고 성격이 밝다고 하며, 그 반대로 팬보이들은 미술적이거나 어른스러운 정신을 가지고 있다고 한다. 이 두 종류의 수인러들은 서로 퍼컨에서 만나면 긴장 상태가 생긴다고 하며, 최악의 상황에는 두 종류가 따로 어울리며 분열한다고 한다.
수인 팬덤과 관련이 없거나 수인과 어울리거나 접촉하는 것을 미리 피하는 일반인들은 논퍼(Non-Fur)라고 부른다. 반대로, 일반인들은 수인들을 앤트로포모어픽스(Anthropomorphics)라고 부를 때가 잗다.

## 활동

### 공예

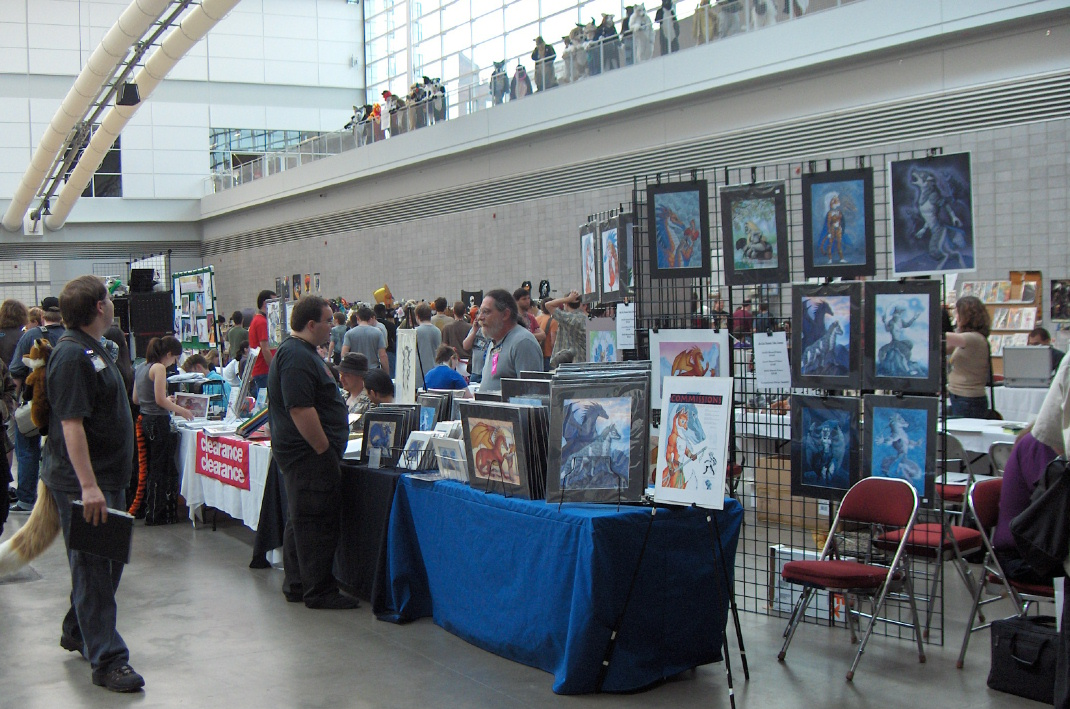
2006년 앤트로콘 (Anthrocon 2006)축제에서 하는 수인 미술가계.

공예를 할 수 있는 수인러들은 주로 수인 팬덤에 관한 공예물들을 만든다. 변장복(의상, 코스튬)이나 조각품 등을 만들며, 간단한 것부터 굉장히 복잡한 것들까지 종류는 다양하다. 가끔은 수인러들이 만든 코스튬이 스포츠 마스코트나 광고에 이용될 때도 있다. 이처럼, 수인 코스튬을 만드는 이유와 그의 쓸모는 다양하다. 수인 코스튬들은 싸게는 오십만원, 기술용이나 전문적 이용으로 쓰여서 비살 때는 천만원 이상까지도 한다. 하지만 수인러들 중에서 겨우 20%만 모든 변장복 세트를 갖고 다니며 이는 비싼 값이 문제이다. 그래서 대부분의 수인러들은 주로 단순한 가면이나 꼬리 등 코스튬의 한 부분만 달고 다닌다.
다른 수인러들의 공예물로는 인형극이나 장난감(플러시)등 있으며, 이 또한 수인 팬덤과 관련이 있다.

### 인터넷/미디어
유튜브나 인터넷(페이스북이나 트위터, 인스타그램 등)에서 주로 자신의 모습이나 활동 모습을 동영상으로 올려 인기를 끌려는 수인러들도 있다. 인터넷에서 수인러들을 위한 인터넷 채팅방, 위키, 프로필 페이지와 퍼리들이 데뷔할 수 있는 웹툰 퍼리 코믹스(Furry Comics)도 있다. 수인 팬덤에서 제일 크고 잘 알려져 있는 웹페이지들을 주로 영어로 되어 있다.

### 수인 코스프레 (롤플레이)
수인러들은 자신의 동물 변장복에 들어갈 때, 자신의 퍼소나(Fursona, 수인의 성격)로 변한다. 이 인격이 바뀌는 자체를 수인 코스프레, 또는 영어로 롤플레이(Role-Play)라고 한다. 수인 팬덤에서 자신의 다른 수인 인격이 있는 것에 대해 매우 중요하게 여긴다. 궁중에서 변장복을 입고 돌아다니는 수인러들은 주로 자신의 원래 성격 대신에 수인 코스프레를 하고 다니며, 주로 퍼컨 참가 혹은 광고(CM 등에서 직업으로 활동하는 퍼리 등)를 찍을때에 쓰인다. 게이머들이나 채팅을 전문적으로 하는 수인러들은 그쪽에서도 자신의 퍼소나를 이용하여 수인 코스프레를 한다.

### 퍼컨 (수인 축제)

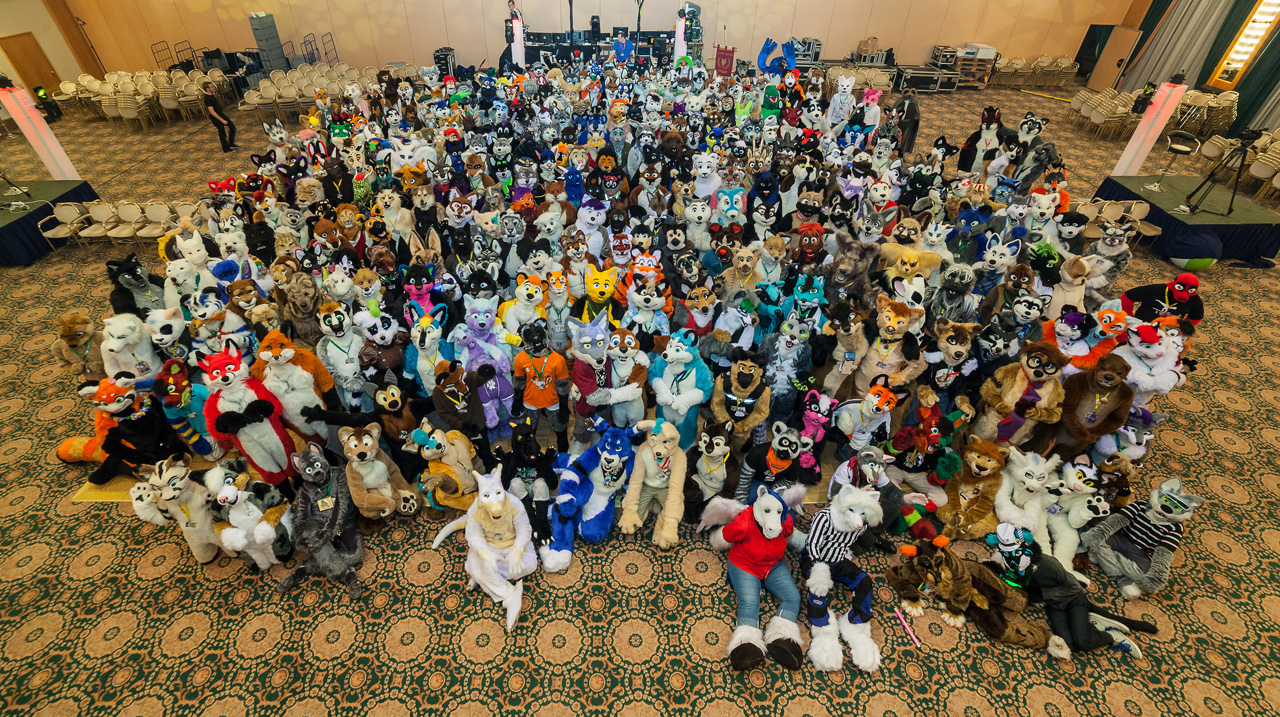
유럽의 2012년 유로퍼렌스 (Eurofurence 2012)에서 찍은 그룹사진.

수인러들이 가장 중요하게 여기는 것 중 하나는 그들의 대표 축제 행사이다. 모든 수인러들 중 40%가 퍼컨에 방문한 적이 있다고 대답했다.
매년 열리는 퍼컨(Fur Con; "퍼리 컨벤션(Furry convention)"의 줄임말)은 수인 팬덤과 그의 문화를 집중하는 큰 행사다. 매년 참가자는 거의 3,000에서 5,000명에 달하며, 그중 대부분은 미술가들이나 수인같은 인간성 동물에 대한 것에 배우려나 관람하려는 사람들이다. 친구들을 새로 사귀려 오는 사람들도 있으며 아무 이유로 그냥 가는 사람들도 있다. 그러나 퍼콘에서는 미술쇼와 미술가계들이 항상 있으며, 미술품 경매도 한다. 물론 춤 대회, 콘서트 같은 다른 것들이 준비되어 있을 때도 많다. 퍼컨 축제들은 처음에 수인 팬덤을 좋아하는 사람들이 한 장소에서 계속 만나, 나중에는 다른 사람들의 관심을 끌이거나 다른 수인러들을 초대하여 공동체를 더욱 커지게 만드며 발전한다.
퍼컨들은 주로 미국에서 열려, 전 세계에 있는 모든 퍼리들이 그곳으로 방문한다. 그러나 캐나다 같은 다른 북아메리카 국가나 프랑스 같은 유럽 국가에도 가끔씩 퍼컨들이 열리기도 한다. 현재 전 세계에는 퍼컨들이 총 40개 이상이 존재한다. 세계 최초의 퍼컨은 캘리포니아주의 샌프란시스코에서 열린 컨퍼런스(ConFurence, 현재는 캘리퍼(Califur))이며, 세계에서 제일 큰 퍼컨은 펜실베이니아주에 있는 안트로콘(Anthrocon)이다. 거의 6,000에서 9,000명이 참석하며, 2008년에 총 300만불을 벌었다.

## 세계의 수인 팬덤

### 대한민국
대한민국에서의 수인 팬덤은 매우 빈약하다. 한국은 수인 팬덤이 잘 알려져 있지 않을 뿐더러, 그 때문에 큰 인기를 얻지 못했다. 한국어판 위키수인백과와 네이버에 세운 여러 카페들 외에는 눈에 띄는 특별한 발전이 없다고 알려져 있다. 한국의 수인 팬덤은 다른 나라들과 달리 야한 면이 적으며, 야하지 않은 내용들이 주를 차지하고 있다. 한국에서는 이를 클린퍼(Cleanfur)라고 한다.
한국에서 수인 공동체는 네이버 등의 포털사이트에서 활동하고 있으며 주된 활동은 서로의 수인 미술품을 공유하거나 얘기를 나누는 것이다.
보통 인터넷이나 넷상으로 정모식으로 만나서나 교류하는게 대부분이다.

### 미국
수인 팬덤의 본국인 미국은 세계에서 제일 수인 문화가 발달한 국가이다. 세계의 모든 퍼컨들 중에서 50%는 미국 안에서 치러진다. 세계에서 제일 큰 퍼컨인 안트로콘은 전 세계의 수인들이 꼭 들리는 곳이라고 한다. 또 다른 크고 유명한 퍼컨들은 미드웨스트 퍼 페스티벌(Midwest Fur Festival)와 퍼더 컨퓨젼(Further Confusion) 등이 있으며, 모두 참석자들이 1년 동안에 3,000명 이상이 된다.

### 유럽
유럽에서는 유로프렌스 (Eurofurence) 퍼컨이 대표적인 상징이다. 유럽이 세계에서 30%의 퍼컨을 개최하며, 유럽 중에서는 독일의 수인 팬덤이 가장 크다. 유로페렌스는 미국 밖에서의 제일 큰 퍼컨이며, 세계에서 유일한 18세 이상만 출입이 가능한 축제이기도 하다. 1995년에 시작한 유로퍼렌스는 현재 약 1,200명에서 1,300명이 참가하며, 주로 개최지는 독일이다. 하지만 예전에는 네덜란드나 체코, 스웨덴에서도 개최한 적이 있다.

### 러시아
러시아에도 수인 문화가 약하진 않다. 최근에 러시아에서도 수인러들이 증가하기 시작했지만, 다른 나라들의 수인 팬덤에 비해 매우 어른스러운 내용물로 여겨진다. 러시아의 수인러들은 그만큼 인상이 좋지 않으며 일반 사회와 다르다는 점을 표시하기 위해 수인 코스튬을 입는 사람들도 있다. 2014년 9월 3일, 수인러 4명이 차를 탄 채로 앞차를 따라가다 앞차가 멈추자 수인러들이 나와서 변장복을 입은 채로 그 운전사에게 폭력을 행사한 사건이 있었다.
그러나 러시아에서도 퍼컨이 있으며, 평균 200명이 참석하는 러스퍼렌스(Русфуренция; Rusfurence)가 있다. 최근에 참석자들이 많이 증가하여 이목을 끌고 있다.

### 일본

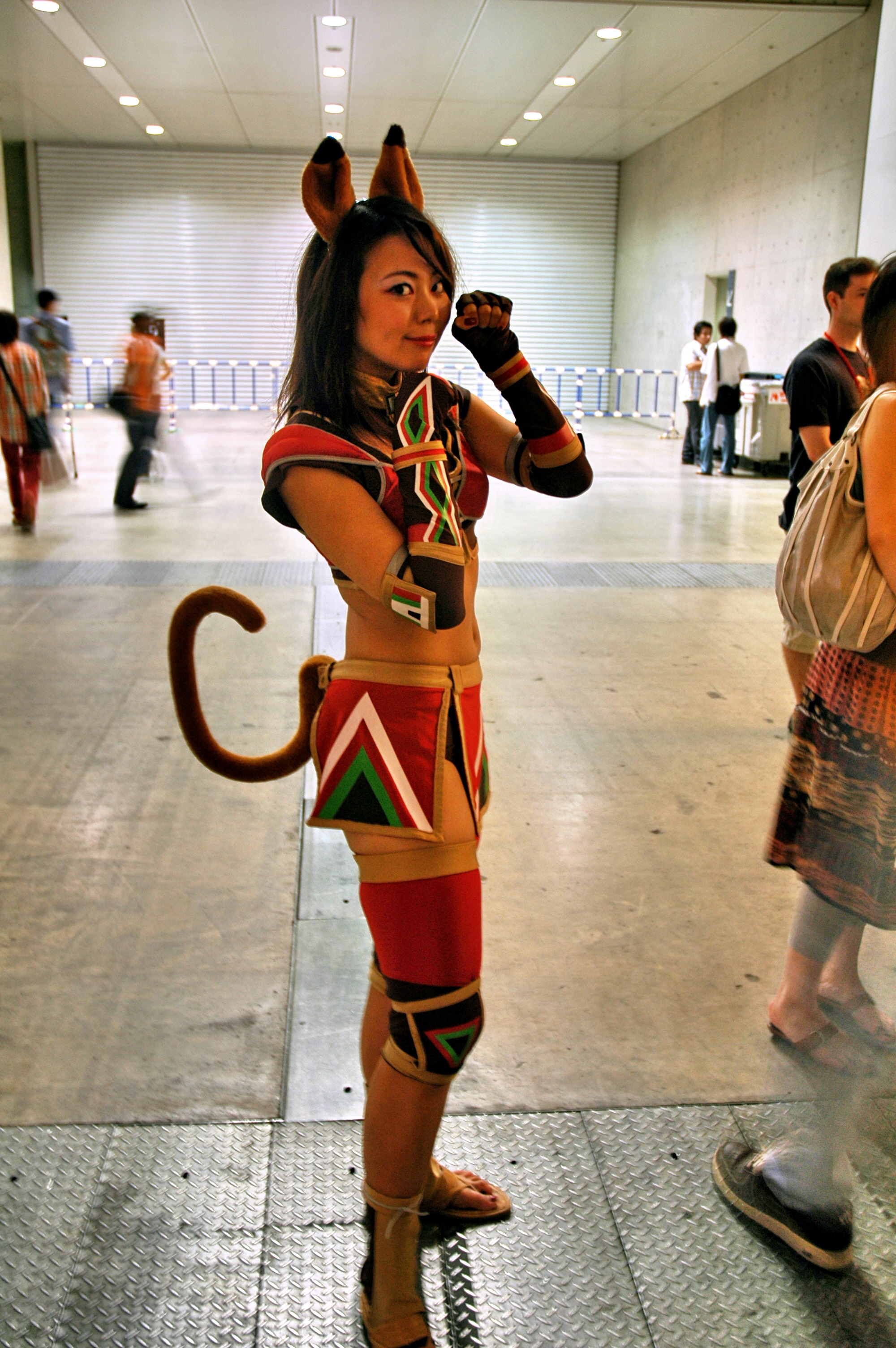
동물귀를 한 일본인

일본은 아시아에서 매우 발달된 수인 팬덤과 수인 문화를 가지고 있으며 서양의 수인 팬덤과는 조금 다른 성격을 가지고 있다. 아시아에서 제일 큰 수인 팬덤을 갖고 있으며(2등은 필리핀), 가와사키시에서 열리는 케모콘(ケモコン, Kemocon)이나 도요하시시에서 열리는 제이모프(ジェイモフ, JMoF (Japan Meeting of Furries))등이 있다. 일본의 큰 축제들은 약 400명이 참가하며, 일반 축제들은 약 100명에서 200명이 참가한다. 서양의 수인 컨벤션 비해서 규모가 작은 이유는 일본의 초대 문화가 별로 발달되어 있지 않기 때문이다.
일본의 수인러들은 캐모너(ケモナー、Kemoner)라고 부른다. 일본어로 짐승인 게모노(獣, けもの)라는 말과 영어의 접미사 "er"를 끝에 붙어 만든 명칭이지만, 서양 수인들은 그대로 퍼리(ファーリー)라고 한다. 일본의 케모너들은 궁중에서 주로 광고활동이나 마스코트로 변장을 하므로 서양의 수인들과 달리 나쁜 이미지를 별로 받지 않는다. 오히려 귀엽다는 이유로 좋아하는 사람들도 있다.
일본의 또 다른 수인 문화는 동물귀(獣耳, 動物耳)라고 한다. 이들은 수인 팬덤과 달리, 변장복 대신에 간단한 동불 부분들을 주로 착용한다. 일본은 다른 나라의 수인 팬덤과 달리, 모에화 중심으로 동물귀를 한다.

### 호주
호주 수인들은 대부분 미국에서 건너왔으며 미국의 수인 팬덤과는 큰 차이가 없다. 하지만 호주의 인구가 작아 호주의 퍼컨에 참가하는 수인들은 평균 60명에서 300명 정도이다. 동양에서 수인 팬덤이 제일 크며, 일본보다도 퍼컨이 자주 열린다. 연구에 따르면, 호주에서 제일 수인들을 환영하는 곳은 시드니이며, 대륙의 남쪽으로 갈수록 더욱 수인들에 대한 반감이 낮아진다고 한다. 호주의 대표적인 퍼컨은 골드코스트에서 열리는 퍼두(FurDU)나 시드니에서 열리는 퍼잼(FurJAM)등이 있다.

## 논란

### 인식
수인러들을 2번 조사한 결과, 33%에서 37%는 수인 팬덤을 야한 이유로 참가했다고 했으며, 반대로 21%에서 24%는 전혀 그렇지 않다고 응답했다. 심지어 2%는 아예 수간을 할 때에도 쓴다고 고백했다. 이런 식으로 수인 팬덤을 야하거나 성적인 행동과 같이 섞는 것을 영어로 "Yiff"이라고 한다. "Yiff"은 인터넷에서든 현실에서든 모든 야한 수인 팬덤의 종류를 모두 포함하는 단어이다. 또 "Yiff"은 수인 팬덤 사이에서 나쁜 말로 사용되기 때문에 모욕의 의미로도 쓰인다. 영어의 F-word와 비슷한 수준이라고 알려져 있다. 또한, 수인들 중에서도 37%에서 52%는 양성애, 14%에서 25%는 동성애, 그리고 3%에서 8%는 이성애가 아닌 기타 성적 지향을 갖는다고 했다.
그래서 수인 팬덤의 이미지가 항상 좋게 보이지 않는다고 한다. 배너티 페어 잡지와 ER, CSI: 과학수사대, MTV, 안투라지와 30 ROCK 같은 텔레비전 방송 등에 수인러가 출연하는데, 대부분 야하고 나쁜 이미지로 표현된다. 특히 이것은 퍼리들이 가장 싫어하는 점이며 오해라고 주장한다.
언론에서 처음 수인 팬덤을 보도하기 시작했을 때 야한 측면을 부각하는 것 때문에 수인러들은 모여서 그런 보도자들을 막으려고 했지만, 현재는 수인 팬덤과 뉴스 기자들의 사이가 많이 발전한 상태라 허락해 주는 분위기이다. 그러나 수인러들의 언론에 대한 반감과 불신은 여전히 센 편이며, 수인들 중 50% 이상이 뉴스나 미디어를 못 믿겠다고 대답했다.

### 심리학적 비판
예전까지만 해도 수많은 정신과 학자들이랑 상담사들이 수인러들은 자신의 정체성을 동물 코스튬으로 숨긴다는 이유로 비판했다. 2011년, 호주의 시드니 대학교의 박사인 피오나 프로빈 랩시(Dr Fiona Probyn-Rapsey)는 수인 팬덤을 성 정체성 장애 및 회피성 인격 장애와 비교하여 수인러들은 “자신의 본정체에 문제가 있다”라며 정신적인 문제가 있다고 발표했다. 이후로 박사에 대해서도 여러 논란이 일었으며 수인러들의 정신적 문제의 대한 토론이 증가하였다.
수인러들을 조사한 결과, 25%는 자신의 본정체는 인간이 아니고 동물로 다시 태어날 수 있다면 하겠다고 고백했다. 이를 이용하여 개르바시(Gerbasi)같은 정신과 학자들이 수인러들이 정체성 장애가 있다고 주장하려 했다. 그러나 결국에는 그 이론이 사실이 아니었음이 밝혀졌고, 현재는 대부분의 사람들이 퍼리 팬덤을 비판하는 것이 어긋난다고 생각한다.

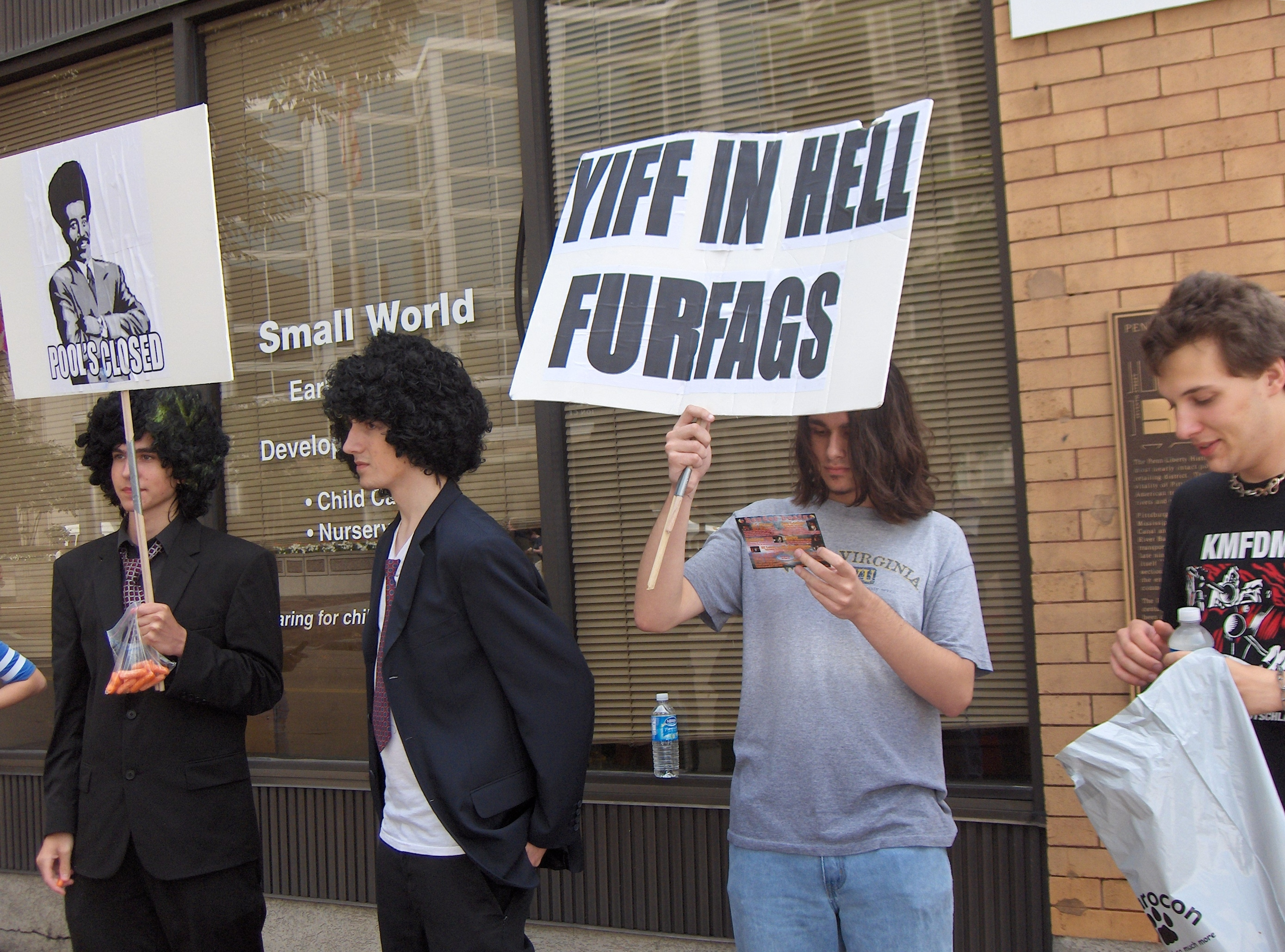
2007년 앤트로콘 (Anthrocon 2007)에서 수인 팬덤을 반대하는 시위자들.

### 수인 팬덤의 반감
일부 사람들은 “자신의 정체를 코스튬으로 숨긴다”거나 “비겁하며 패배자들처럼 보인다”는 이유로, 또는 수인 팬덤이 야하다는 점에 많이 반감을 느낀다. 이런 이유로 일각에선 인터넷에서 반수인 팬덤 (Anti-Furry) 웹사이트들을 만들기도 하며, 수인들을 반대하는 사람들은 스스로 "안티 퍼(Anti-Fur)"라고 자칭한다. 일부 안티 퍼들은 수인 팬덤의 공동체에 대해서만 싫어하며, 또 다른 안티 퍼들은 수인 자체를 비판하기도 한다.

#### 염소가스 테러 사건
2014년 12월 7일, 미국 일리노이주의 로즈먼트 마을에 있는 하얏트 호텔에서 2014년 미드웨스트 퍼 페스티벌(Midwest Fur Festival 2014)이 진행되던 도중, 밤 오전 12시 40분, 호텔의 9층 계단에서 어느 테러범이 매우 높은 양의 염소 가루를 뿌려 가스 테러를 일으켰다. 염소 가스가 호텔에 퍼지자 현장에 있던 수인러들이 구토와 어지럼증을 보이기 시작하여 대피 명령이 발령되었다. 그날 총 19명이 가스에 중독되었고, 모두 병원으로 옮겨져 치료를 받았다.

## 같이 보기
- 수인 (문화)
- 팬덤
- 의인화
- 모에화
- 고양이귀
- 코스프레
- 인간과 동물 유대학
- 퍼슈트

## 참고 문헌
- Ferreday, Debra. "Becoming deer: Nonhuman drag and online utopias." Feminist Theory 12.2 (2011): 219-225.
- Probyn-Rapsey, Fiona. "Furries and the Limits of Species Identity Disorder: A Response to Gerbasi et al." Society and Animals 19.3 (2011): 294-301.
- Hilton, Craig. "Furry Fandom — An Insider's View from the Outside", parts 1 & 2. South Fur Lands #2 & #3, 1995, 1996.
- Mange: the need for criticism in furrydom by Watts Martin, 1994, 1998 (Archive.org mirror)
- Morgan, Matt. Creature Comfort: Anthropomorphism, Sexuality and Revitalization in the Furry Fandom. Diss. Mississippi State University, 2008.